# John Ferris (cricket)
Pour les articles homonymes, voir Ferris et John Ferris.
John James Ferris est un joueur de cricket international australien et anglais né le 21 mai 1867 à Sydney en Nouvelle-Galles du Sud et décédé le 17 novembre 1900 à Durban en Afrique du Sud. Ce swing bowler dispute huit test-matchs avec l'équipe d'Australie entre 1887 et 1890 puis un autre avec l'équipe d'Angleterre en 1892, faisant de lui l'un des rares joueurs à avoir représenté deux sélections nationales à ce niveau. Engagé avec l'armée anglaise dans la seconde guerre des Boers, il meurt de la fièvre typhoïde en Afrique du Sud.

## Bilan sportif

### Principales équipes
| Internationales         | Test                      |
| ----------------------- | ------------------------- |
| Australie               | 1887 - 1890               |
| Angleterre              | 1892                      |
| Domestiques             | First-class               |
| Nouvelle-Galles du Sud  | 1886-87 - 1890-91 1897-98 |
| Marylebone Cricket Club | 1891 - 1894               |
| Gloucestershire         | 1892 - 1895               |
| Australie-Méridionale   | 1895-96                   |

## Honneurs et distinctions
- Un des cinq Wisden Cricketer of the Year de l'année 1889